# Left Side
Left Side was een Volendamse groep die tussen 1968 en 1976 enkele hits uit het palingsoundgenre in de hitlijsten had. De groep bestond uit Harmen Veerman, Jan Schilder, Dick Plat, Evert-Jan Reilingh en drummer Klaas Tuyp (vanaf 1974). Plat werd in 1988 lid van BZN. Hij was met Tuyp begin jaren 80 lid van Canyon. Ook drummer Jaap Sombroek die Jaap Kras opvolgde, was enige tijd lid van BZN. Drummer Klaas Tuijp (Kappie) uit Volendam is 19 januari 2024 op 71-jarige leeftijd overleden. Tuijp maakte ook deel uit van succesvolle bands als Stampvast,  Canyon en BZN’66.

## Biografie

### Teddyboys en Beatboys
Twee voorlopers van Left Side, waren de Teddyboys en de Beatboys. De Beatboys had al een manager in deze tijd - Bep Veerman (Dekker) - en kende de volgende samenstelling:
- Harmen Veerman, sologitaar en zang
- Jaap Lautenschütz, slaggitaar
- Jan Schilder, basgitaar
- Jaap Kras, drums
- Cor Veerman, orgel

In de dansschool van Jan Buijs (Spruitje) oefenden de Beatboys. Ze deden mee aan talentenjachten en andere wedstrijden. Sommige daarvan werden georganiseerd door Joop van den Ende.

### Doorbraak
Als Left Side wijzigde de samenstelling verschillende malen.
Als gevolg van hun actieve optreden werden ze uitgenodigd door EMI om een paar demo's op te nemen, maar een platencontract zat er niet in. Onder de naam "Left Side" en met producer Gaby Dirne kregen ze de kans een compositie van Wim Tol op te nemen: "Confusion in my mind". De single haalde de Veronica Top 40, een hoopvol begin. "Welcome to my house" kwam binnen op de 31e plaats in de Top 40. Daarna werd het nummer niet meer gedraaid. In 1970 voegde zich Evert Veerman (Jash, geen familie van Harmen) bij de band. In 1972 verliet hij de band en werd hij opgevolgd door Evert-Jan Reilingh.

### Internationaal succes
Na enkele tipnoteringen kwam Left Side bij platenmaatschappij Phonogram waar zij Peter Koelewijn als producer kregen. Bij deze nieuwe platenmaatschappij hadden ze in 1973 meteen succes met de single "Like a locomotion". Het nummer haalde de zeventiende plaats in de Top 40 en de achttiende plaats in de Daverende Dertig. Het is de grootste hit van de band. De single werd in nog een aantal landen uitgebracht, waaronder Frankrijk. Daar verkocht men ongeveer 400.000 exemplaren. Dat betekende ook een eerste plaats in de Franse hitlijsten. Daar bleef het niet bij, want in Zuid-Amerika werd de plaat een grote hit, met name in Brazilië waar Left Side ook de eerste plaats haalde.

### Het einde
Hierna werd de interesse weer minder. De single "I want ye, I get ye" werd verkozen tot Radio Veronica's Alarmschijf net op het moment dat de zeezender uit de lucht werd gehaald op zaterdag 31 augustus 1974. In 1976 kwam de single "Morning sunrise" uit. Harmen Veerman had veel tijd aan het nummer besteed, maar om onduidelijke redenen werd de single uit de handel genomen. Kort na dit incident hield Left Side het voor gezien. De optredens werden netjes afgemaakt en er volgde een afscheidsconcert op 10 december 1976 in het St. Jozefgebouw te Volendam.

## Discografie

### Singles
| Single met eventuele hitnotering(en) in de Nederlandse Top 40 | Datum van verschijnen | Datum van binnenkomst | Hoogste positie | Aantal weken | Opmerkingen                            |
| ------------------------------------------------------------- | --------------------- | --------------------- | --------------- | ------------ | -------------------------------------- |
| Confusion in my mind                                          |                       | 3-2-1968              | 29              | 6            |                                        |
| Welcome to my house                                           |                       | 12-4-1969             | 25              | 5            |                                        |
| I can give you everything                                     | 30-8-1969             |                       | tip             |              |                                        |
| Were you there                                                | 7-2-1970              |                       | tip             |              | als onderdeel van Package              |
| Woman in my life                                              | 7-11-1970             |                       | tip             |              |                                        |
| Feeling allright/See you crying                               | 26-6-1971             |                       | tip             |              |                                        |
| (Like a) Locomotion                                           |                       | 13-10-1973            | 17              | 7            | #18 in de Single Top 100               |
| Mamma mia                                                     | 30-3-1974             |                       | tip             |              |                                        |
| I want ye and I get ye                                        |                       | 7-9-1974              | 37              | 2            | #27 in de Single Top 100 / Alarmschijf |
| Tessie (I love you)                                           |                       | 15-2-1975             | 20              | 7            | #23 in de Single Top 100               |
| Morning sunrise                                               | 1976                  |                       |                 |              | teruggetrokken                         |